# Peter F. Mack

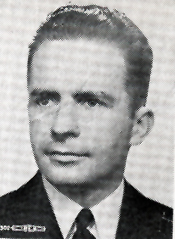
Peter F. Mack

Peter Francis Mack Jr. (* 1. November 1916 in Carlinville, Illinois; † 4. Juli 1986 in Rockville, Maryland) war ein US-amerikanischer Politiker. Zwischen 1949 und 1963 vertrat er den Bundesstaat Illinois im US-Repräsentantenhaus.

## Werdegang
Peter Mack besuchte die öffentlichen Schulen seiner Heimat sowie das Blackburn College. Danach studierte er an der Saint Louis University in Missouri. Anschließend wurde er in Springfield zum Piloten ausgebildet. Später arbeitete er in Carlinville zunächst im Autohandel. Danach wurde er Berufspilot. Während des Zweiten Weltkrieges diente Mack seit 1942 im Fliegercorps der US Navy. 1951 machte er Schlagzeilen, als er als Pilot einer einmotorigen Maschine im Alleinflug die Welt umrundete.
Politisch schloss sich Mack der Demokratischen Partei an. Bei den Kongresswahlen des Jahres 1948 wurde er im 21. Wahlbezirk von Illinois in das US-Repräsentantenhaus in Washington, D.C. gewählt, wo er am 3. Januar 1949 die Nachfolge des zwischenzeitlich zurückgetretenen Republikaners George Evan Howell antrat. Nach  sechs Wiederwahlen konnte er bis zum 3. Januar 1963 sieben Legislaturperioden im Kongress absolvieren. In diese Zeit fielen die Anfangsphase des Kalten Krieges, der Koreakrieg und innenpolitisch der Beginn der  Bürgerrechtsbewegung.
Im Jahr 1962 wurde Peter Mack nicht wiedergewählt. Zwischen 1963 und 1975 fungierte er als Assistent des Präsidenten der Southern Railway. Außerdem betrieb er eine Immobilienagentur und eine Investmentfirma. 1974 und 1976 bewarb er sich jeweils erfolglos um die Rückkehr in den Kongress. Mack verbrachte seinen Lebensabend in Potomac (Maryland) und starb am 4. Juli 1986 in Rockville. Er wurde auf dem Nationalfriedhof Arlington in Virginia beigesetzt.